# Ngäbere
El ngäbere és una llengua ameríndia de la família txibtxa paralada pels guaymís. Hi ha 133.092 parlants a Panamà i Costa Rica. La transcripció es fa en alfabet llatí.

## Demografia
La població total dels que es van identificar a si mateixos com a ngäbe en el Cens Nacional Panameny de 2010 fou de 260.058 persones. La població de parlants an Costa Rica el 2000 fou de 5.090 d'una població ètnica total de 5.360. Cal tenir en compte que el nombre de parlants de ngäbere és una mica menor que la població ètnica degut al fet que molts joves avui en dia no estan aprenent la llengua. Sovint les persones d'ascendència indígena que no parlen la llengua indígena no consideren a si mateixos com "amerindis" sinó més aviat s'identifiquen com ladinos o camperols. Abans de la formació de la Comarca Ngäbe-Buglé, des dades del cens per a la població ngäbe es basaven en si parlava o no la llengua nadiua.

## Dialectes
El ngäbere és una de les dues llengües classificades en un grup anomenat guaymí. L'altre és una llengua relacionada però mútuament inintel·ligibles anomenada buglere parlada a la Comarca Ngöbe-Buglé.
Mentre que totes les varietats de ngäbere són gramaticalment idèntiques i mútuament intel·ligibles, hi ha diferències fonològiques i lèxiques que varien de regió a regió. Els habitants de les diferents regions poden utilitzar diferents paraules per al mateix concepte o pronunciar la mateixa paraula de manera diferent. Els sons vocàlics poden canviar; per exemple, la paraula per "veure" que es pronuncia /toen/ en algunes regions es poden pronunciar /tuen/ a altres àrees; la paraula per a "tu" es pronunciar /mä/ o /ma/ depenent de la regió. La síl·laba accentuada pot variar regionalment, així la paraula per "colom", ütü, pot ser pronunciada amb l'accent a la primera síl·laba o amb força d'accent igual a ambdues síl·labes, depenent de la regió dels parlants. El penonomeño era una mica diferent, però actdualment ja no es parla.
El ngäbere és referit directament com a dialecto freqüentment tant pels guaymís com pels ladinos. Rolando Rodríguez comenta sobre aquest terme equivocat: El ngäbere no es una variedad del español o de otra lengua conocida, de manera que por desconocimiento se suele decir dialecto al ngäbere, cuando en realidad es una lengua.

## Educació
Fins a les últimes dècades era gairebé inaudit que un ngäbe rebre educació primària a l'escola primària. Encara que sens dubte hi ha més oportunitats d'educació ara que en el passat, encara hi ha molts que reclamen l'educació dels nens ngäbe. Segons el Minority Rights Group International, només el 18% dels nens de 15 a 19 anys de la Comarca Ngäbe-Buglé reben educació més enllà del sisè grau, en comparació amb la mitjana nacional de 65%.
Encara que l'educació fins al novè grau és gratuïta i obligatòria és difícil per a molts nens ngäbe assistir a l'escola. Molts viuen en zones molt remotes per a assistir a l'escola, i alguns caminen fins a tres hores cada dia per assistir a classes. Moltes famílies no tenen prou diners per comprar els uniformes o els quaderns per als seus fills. Encara que el govern ofereix programes de benestar com La Red de Oportunidades que dona a les dones amb nens 50 dòlars al mes se suposa per ajudar amb les despeses d'educació, moltes vegades aquests recursos es gasten abans que siguin rebuts. Fins i tot si els nens són capaços d'assistir a l'escola en general reben una educació mediocre, ja que els mestres menys experimentats (i de vegades més descontents) sovint són enviats a treballar a les escoles de difícil accés. Si el percentatge de graduats ngäbes de la secundària és petit, una quantitat minúscula (menys de l'1%) és capaç de rebre una educació superior.
A causa d'aquests factors, la majoria d'aquells que són tècnicament alfabetitzats encara són molt mal educats, i sovint estan mal vists pels altres panamenys en part a causa de les seves pobres habilitats en espanyol i per la falta d'educació. Els ancians i les dones tenen més probabilitats de ser analfabets, i moltes dones d'edat no parlen gens espanyol. Aquestes persones tenen menys probabilitats de saber com i a través de quins canals de petició d'ajuda per part del govern o convertir-se en treballadors per compte suficient en l'economia panamenya. Més greu encara : "A causa de la falta d'educació i la pobresa d'habilitats lingüístiques en espanyol d'aquest grup sovint desconeixen els seus drets i deixen d'emprar els canals legals quan es veuen amenaçats" per coaccions externes de les empreses mineres i energètiques.